# 15808 Zelter
15808 Zelter este un asteroid din centura principală de asteroizi.

## Descriere
15808 Zelter este un asteroid din centura principală de asteroizi. A fost descoperit pe 3 aprilie 1994 la Tautenburg de Freimut Börngen. Asteroidul prezintă o orbită caracterizată de o semiaxă mare de 2,89 ua, o excentricitate de 0,08 și o înclinație de 1,3° în raport cu ecliptica.